# Quanlin Linchang (bondby i Kina, Heilongjiang Sheng, lat 48,21, long 129,72)
Quanlin Linchang (kinesiska: 泉林林场) är en bondby i Kina. Den ligger i provinsen Heilongjiang, i den nordöstra delen av landet, omkring 360 kilometer nordost om provinshuvudstaden Harbin. Antalet invånare är 350. Befolkningen består av 157 kvinnor och 193 män. Barn under 15 år utgör 9,0 %, vuxna 15-64 år 80 %, och äldre över 65 år 10,0 %.
Runt Quanlin Linchang är det ganska tätbefolkat, med 155 invånare per kvadratkilometer. Närmaste större samhälle är Xinqing, 16,9 km nordväst om Quanlin Linchang. I omgivningarna runt Quanlin Linchang växer i huvudsak blandskog.
Genomsnittlig årsnederbörd är 1 007 millimeter. Den regnigaste månaden är juli, med i genomsnitt 254 mm nederbörd, och den torraste är januari, med 11 mm nederbörd.